# Spoorlijn Oberhausen-Osterfeld Nord - aansluiting Osterfeld
De spoorlijn Oberhausen-Osterfeld Nord - aansluiting Osterfeld was een Duitse spoorlijn en was als spoorlijn 2261 onder beheer van DB Netze.

## Geschiedenis
Het traject werd door de Rheinische Eisenbahn-Gesellschaft geopend op 1 juli 1879. Na het opblazen van de brug over het Rijn-Hernekanaal en de Emscher in maart 1945 is lijn stilgelegd en niet meer in gebruik genomen. 

## Aansluitingen
In de volgende plaatsen is of was er een aansluiting op de volgende spoorlijnen:
Oberhausen-Osterfeld Nord
DB 2262, spoorlijn tussen Oberhausen en Bottrop Nord
aansluiting Osterfeld
DB 2280, spoorlijn tussen de aansluiting Walzwerk en Essen West